# Hanuteh
Hanuteh (tiếng Ả Rập: الحانوتة) là một ngôi làng Syria nằm ở phó huyện Uqayribat thuộc huyện Salamiyah, Hama. Theo Cục Thống kê Trung ương Syria (CBS), Hanuteh có dân số 888 trong cuộc điều tra dân số năm 2004.